# Jacob Eriksson
Jacob Eriksson (Gånghester, 1º ottobre 1999) è un ciclista su strada svedese che corre per il Tudor Pro Cycling Team.

## Biografia
È il fratello minore del ciclista Lucas Eriksson.

## Palmarès

### Strada
- 2017 (Juniores)

Campionati svedesi, Prova in linea Junior
- 2020 (Team Coop, una vittoria)

Campionati svedesi, Prova in linea Under-23
- 2024 (Tudor Pro Cycling Team, una vittoria)

Campionati svedesi, Prova in linea Elite

#### Altri successi
- 2016 (Juniores)

Classifica scalatori Tour du Pays de Vaud
- 2017 (Juniores)

Classifica scalatori Grand Prix Rüebliland

## Piazzamenti

### Classiche monumento
- Giro delle Fiandre

2024: ritirato
- Giro di Lombardia

2023: ritirato

### Competizioni mondiali
- Campionati del mondo

Doha 2016 - In linea Junior: 12º
Bergen 2017 - In linea Junior: 22º
Innsbruck 2018 - In linea Under-23: ritirato
Yorkshire 2019 - In linea Under-23: ritirato
Fiandre 2021 - In linea Under-23: 87º

### Competizioni europee
- Campionati europei

Plumelec 2016 - In linea Junior: 46º
Herning 2017 - In linea Junior: 13º
Zlín 2018 - In linea Under-23: ritirato
Alkmaar 2019 - In linea Under-23: ritirato
Plouay 2020 - In linea Under-23: 30º
Trento 2021 - In linea Under-23: 15º
Limburgo 2024 - In linea Elite: 69º